# Noi credevamo
Noi credevamo är en italiensk historisk dramafilm från 2010 i regi av Mario Martone.
Filmen bygger på Anna Bantis roman med samma namn.

## Utmärkelser
Filmen vann David di Donatello för bästa film 2011.

## Roller (urval)
- Luigi Lo Cascio – Domenico
- Valerio Binasco – Angelo
  - Andrea Bosca – Angelo, som ung
- Anna Bonaiuto – Christina Belgioioso
  - Francesca Inaudi – Christina Belgioioso, som ung
- Guido Caprino – Felice Orsini
- Renato Carpentieri – Carlo Poerio
- Ivan Franěk – Simon Bernard
- Luigi Pisani – Salvatore
- Toni Servillo – Giuseppe Mazzini
- Luca Zingaretti – Francesco Crispi
- Luca Barbareschi – Antonio Carlo Napoleone Gallenga